# Nationale Amateur Hockey Liga
Nationale Amateur Hockey Liga (zkráceně NAHL) byla poloprofesionální rakouská liga ledního hokeje. V rakouském ligovém žebříčku byla na třetím místě. Založena byla v roce 2012. Ligu pořádal rakouský svaz ledního hokeje. Soutěže se účastnilo dohromady pouze osm účastníků. Většina celků, po zániku ligy v roce 2014, přešla do jednotlivých regionálních soutěží.

## Přehled účastníků ligy
- KSV Eishockey (2012–2014)
- EV Zeltweg 2010 (2012–2014)
- EC Kitzbühel (2012–2014)
- EC Oilers Salzburg (2012–2014)
- EK Zell am See Juniors (2013–2014)
- Weiz Bulls (2012–2013)
- EC Tarco Wölfe Klagenfurt (2012–2013)
- HC Kufstein (2012–2013)

## Přehled celkových vítězů v NAHL
Zdroj: 
| Klub                      | Tituly | Vítězné ročníky |
| ------------------------- | ------ | --------------- |
| EC Tarco Wölfe Klagenfurt | 1      | 2012/13         |
| EC Kitzbühel              | 1      | 2013/14         |